# 幻影说
幻影說（英語：Docetism），又稱多西特派、看似人主義，或稱唯神主義，是早期基督教對基督的表述之一。此派認為，耶穌在人間的一切活動，包括受苦、死亡、復活、升天，都只是假象，耶穌的本體就是上帝，只是上帝投射在人間的一個影子、幻象。他們反對道成肉身理論，耶穌基督是個完全的神，不可能成為肉身。
傳統上認為，此派與諾斯底主義及希臘哲學關係密切，在基督教會中，馬吉安是第一個提出這個學說的人。325年尼西亞會議宣布幻影說為異端，此派因而衰微。

## 名稱由來
幻影說（英語：Docetism）的名稱字根源自通用希臘語：，羅馬化：dokeō，原意是看見。通用希臘語：，羅馬化：dokein，是過去分詞，意為看到。通用希臘語：，羅馬化：dókēsis，是名詞，意為外表，表象。這個派別的基督徒認為，耶穌只是外表上看起來像是一個人類，他的人類形象只是一個幻覺。
作為宗派名稱的幻影論者（羅馬化：Dokētaí），最早出現在主教 Serapion of Antioch的書信中。

## 學說內容
幻影說認為，耶穌的人類形體，以及他在歷史及人類社會中的活動，都不具實體，只是一個神聖的幻影。耶穌的真實身份為上帝，位居天國，耶穌只是他在物質世界的化身。
此派相信，物質的世界是惡的，上帝不可能以聖潔的本體取了屬物質的肉體，因此反對道成肉身，以及肉身復活，且堅稱耶穌並非童貞女馬利亞所生，而是主前29年突然出現在迦百農的會堂。使徒約翰所寫的福音書和書信之中，也曾提到這派的學說及加以反駁與辯論。
這一派的人熱衷追求高深的學問並且重視高潔的行為，大多是敬虔的猶太人或專研柏拉圖哲學的希臘人。他們強調知識的重要，因為人不由意志而是由知識進入天國。基督既不須肉體，則其肉身之苦痛亦非必要。救贖工作乃在乎神秘的知識，所以人必須經由知識而得救。他們並且強調知識比德行要高。因此，人必須理解天父，看透神的奧秘，信靠神秘的遺傳，以隱喻的方法講福音和自然現象，再參與禮儀，就是得救的方法。他們崇拜的儀式甚為複雜，有入社禮（或稱啟蒙禮）、淨身禮、咒語、術數、祈禱、神秘詩歌、偶像崇拜、預言、天象、聖餐、畫符等。此外又有所謂的「靈性的結婚」，是用希伯來祝詞的洗禮；用水和油澆奠死人；用烙鐵燒右耳背，還有其他教師杜撰種種的儀式，皆納為是除罪得救的真道。

## 歷史
幻影說的歷史可能早於基督教，現代學者對它的起源仍然有所爭論，不確定它是起源於異端猶太教派或是希臘哲學。
革利免的神學主張，曾被指責接近於幻影說。
325年尼西亞會議宣布幻影說為異端。

## 佛教中近似的观点
大乘佛教有一個派別認為，釋迦牟尼佛居色究竟天（五淨居天之一）成佛，在人間傳教、涅槃的釋迦牟尼只是他的化身。這個學說近似於幻影說。